# Terezinha Guilhermina
Terezinha Aparecida Guilhermina (Betim, 3 de outubro de 1978) é uma atleta paralímpica velocista brasileira, especializada nas corridas de 100 metros rasos, 200 metros rasos e 400 metros rasos.

## Biografia
Nasceu em uma família humilde mineira e tem doze irmãos, sendo que cinco também possuem deficiência visual. Ela possui uma deficiência congênita, a retinose pigmentar, que fez perder com o tempo a pouca visão que tinha. Devido à deficiência visual (cegueira total), está classificada nas classe T11 ou classe T13 dos corredores paraolímpicos.

### Carreira

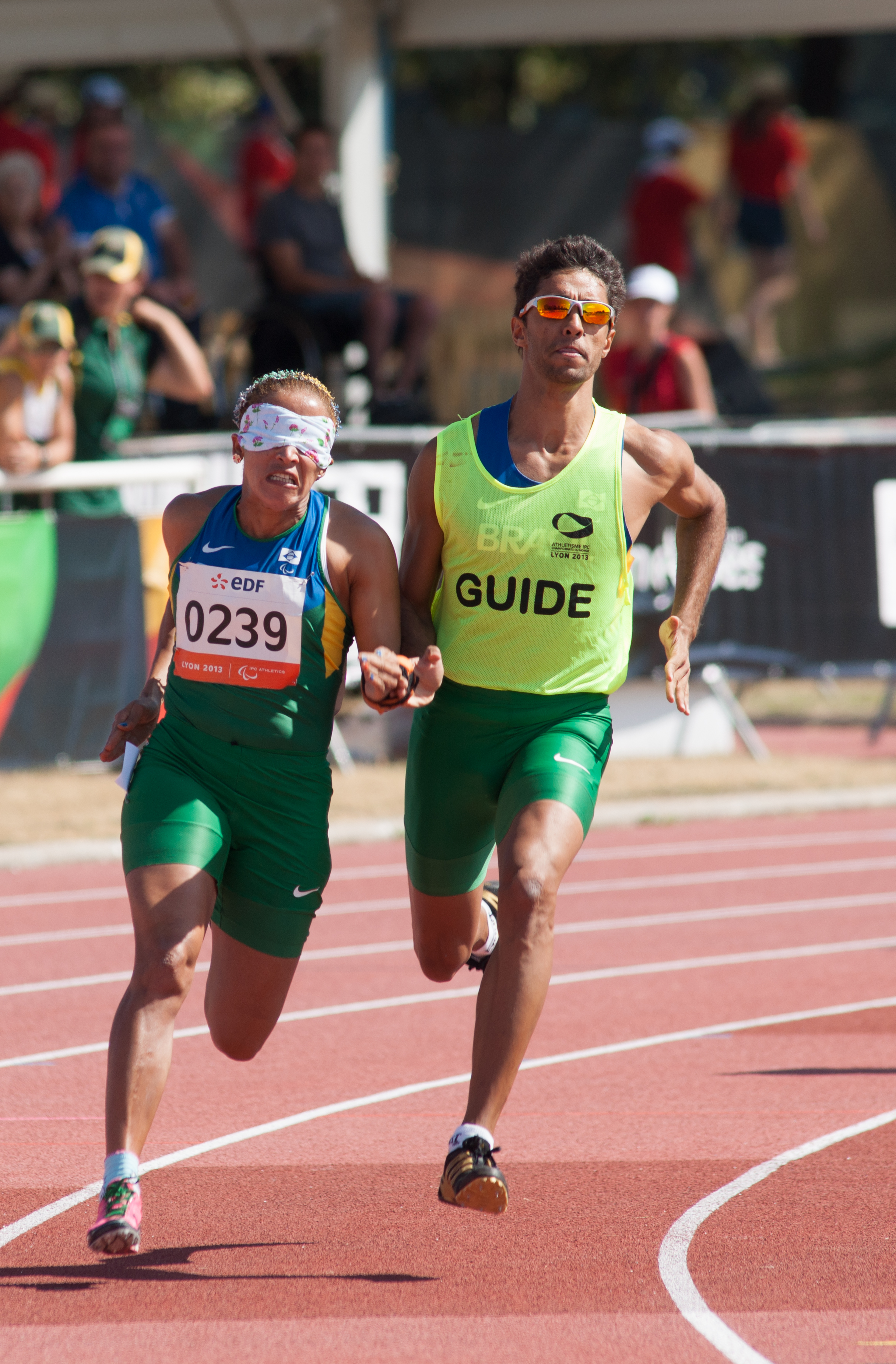
Durante o Campeonato Mundial de Atletismo de 2013, com o seu guia, Guilherme Santana.

Em 2006, foi eleita Atleta Paraolímpica do Ano, pelo Comitê Olímpico do Brasil (COB).
Em 2007, prestou o juramento do atleta olímpico na abertura dos Parapan do Rio 2007.
É treinada pelo técnico Amauri Veríssimo, que também treina o velocista Lucas Prado. Seu guia é o atleta Guilherme Santana.

#### Resultados
- Medalha de ouro nos 100m rasos, 200m rasos, 400m rasos e 4x400m rasos no Parapanamericano da IBSA em São Paulo, 2005
- Medalha de ouro em cinco das seis etapas do Circuito Loterias Caixa de Atletismo Paralímpico, 2005
- Campeã invicta mas perdeu em 2007 nos 100m, 200m e 400m rasos do Circuito Loterias Caixa, 2006 e 2007
- Campeã mundial nos 200m rasos, em Assen, Países Baixos, 2006
- Recordista mundial nos 400m rasos, Curitiba, 2007
- Medalha de prata nos 400m rasos na Golden League IAAF em Paris, França, 2007
- Medalha de ouro e recorde mundial no 100m rasos, medalha de ouro nos 200m e nos 400m rasos, no Mundial da IBSA, em São Paulo, 2007
- Medalha de ouro nos 100m e 200m rasos, medalha de prata nos 400m rasos com novo recorde mundial para a categoria T11, Parapan Rio 2007
- Medalha de prata nos 100m e 200m rasos na Copa do Mundo Paralímpica em Manchester, Inglaterra, 2008
- Medalha de ouro nos 400m rasos na Golden League IAAF Etapa de Paris, França, 2008